# 地名に由来する小惑星の一覧
地名に由来する小惑星の一覧（ちめいにゆらいするしょうわくせいのいちらん）では、命名の由来が地名であるものを、現在の国ごとに分けて列記する。
括弧内は小惑星番号である。小惑星番号 (6000) ごろまでは公式の語源が記録されていないため、語源が確実でないものもある。

## アジア
日本
- (498) 東京 (Tokio) - 東京
- (727) ニッポニア (Nipponia) - 日本
- (1088) 三鷹 (Mitaka) - 三鷹
- (1089) 多摩 (Tama) - 多摩川
- (1090) 隅田 (Sumida) - 隅田川
- (1098) 箱根 (Hakone) - 箱根町
- (1139) 熱海 (Atami) - 熱海
- (1185) 日光 (Nikko) - 日光
- (1266) 利根 (Tone) - 利根川
- (1584) 富士 (Fuji) - 富士山
- (2084) 岡山 (Okayama) - 岡山
- (2247) 広島 (Hiroshima) - 広島
- (2330) 御嶽 (Ontake) - 御嶽
- (2396) 高知 (Kochi) - 高知
- (2470) 上松 (Agematsu) - 上松町
- (2478) 東海 (Tokai) - 東海市[1]
- (2571) 芸西 (Geisei) - 芸西村
- (2880) 日本平 (Nihondaira) - 日本平
- (2908) (Shimoyama) - 愛知県東加茂郡下山村[1][注釈 1]
- (2924) 三岳村 (Mitake-mura) - 三岳村
- (2960) 王滝 (Ohtaki) - 王滝村
- (2961) 桂浜 (Katsurahama) - 桂浜
- (3133) 仙台 (Sendai) - 仙台
- (3150) 土佐 (Tosa) - 土佐
- (3165) (Mikawa) - 三河[1]
- (3182) 四万十 (Shimanto) - 四万十川
- (3249) (Musashino) - 武蔵野
- (3262) 三嶺 (Miune) - 三嶺
- (3290) (Azabu) - 麻布
- (3319) (Kibi) - 吉備
- (3320) (Namba) - 難波
- (3380) 淡路 (Awaji) - 淡路島
- (3392) (Setouchi) - 瀬戸内海
- (3432) 小淵沢 (Kobuchizawa) - 小淵沢
- (3473) (Sapporo) - 札幌
- (3533) 豊田 (Toyota) - 豊田
- (3565) (Ojima)  - 尾島町
- (3607) (Naniwa) - 浪速
- (3720) 北海道 (Hokkaido) - 北海道
- (3785) 北見 (Kitami) - 北見
- (3823) (Yorii) - 寄居町
- (3829) 群馬 (Gunma) - 群馬
- (3867) (Shiretoko) - 知床半島
- (3994) 愛子 (Ayashi) - 仙台市青葉区下愛子
- (3996) (Fugaku) - 富嶽
- (3997) (Taga) - 多賀町
- (4033) (Yatsugatake) - 八ヶ岳
- (4095) 石鎚山 (Ishizuchisan) - 石鎚山
- (4096) 釧路 (Kushiro) - 釧路
- (4097) 剣山 (Tsurugisan) - 剣山
- (4126) (Mashu) - 摩周湖
- (4127) (Kyogoku) - 京極町
- (4157) 伊豆 (Izu) - 伊豆
- (4186) 玉島 (Tamashima) - 玉島
- (4212) (Sansyu-Asuke) - 足助町（三州足助）
- (4223) 四国 (Shikoku) - 四国
- (4256) 鏡川 (Kagamigawa) - 鏡川
- (4263) (Abashiri) - 網走
- (4265) 可児 (Kani) - 可児
- (4289) (Biwako) - 琵琶湖
- (4350) 標茶 (Shibecha) - 標茶町
- (4352) 京都 (Kyoto) - 京都
- (4353) Onizaki - 常滑市鬼崎地区[注釈 2]
- (4381) (Uenohara) - 上野原
- (4383) (Suruga) - 駿河
- (4399) 足摺 (Ashizuri) - 足摺岬
- (4407) 太白 (Taihaku) - 仙台市太白区
- (4410) (Kamuimintara) - カムイミンタㇻ（大雪山）
- (4439) 室戸 (Muroto) - 室戸
- (4458) 大泉 (Oizumi) - 大泉村
- (4460) (Bihoro) - 美幌町
- (4461) (Sayama) - 狭山
- (4491) (Otaru) - 小樽
- (4496) 上町 (Kamimachi) - 高知市上町
- (4526) (Konko) - 金光町
- (4539) 宮城野 (Miyagino) - 仙台市宮城野区
- (4578) (Kurashiki) - 倉敷
- (4584) (Akan) - 阿寒国立公園
- (4585) (Ainonai) - 北見市相内町
- (4634) (Shibuya) - 渋谷
- (4644) 雄武 (Oumu) - 雄武町
- (4649) (Sumoto) - 洲本
- (4670) (Yoshinogawa) - 吉野川
- (4675) (Ohboke) - 大歩危
- (4703) 鹿児島 (Kagoshima) - 鹿児島
- (4712) 岩泉 (Iwaizumi) - 岩泉町
- (4720) 鳥取 (Tottori) - 鳥取
- (4774) (Hobetsu) - 穂別町
- (4797) 赤穂 (Ako) - 赤穂
- (4806) (Miho) - 静岡市清水区三保地区
- (4839) (Daisetsuzan) - 大雪山
- (4845) 津別 (Tsubetsu) - 津別町
- (4873) (Fukaya) - 深谷
- (4890) (Shikanosima) - 志賀島
- (4929) 耶馬台 (Yamatai) - 邪馬台国
- (4941) (Yahagi) - 矢作川
- (5059) (Saroma) - サロマ湖
- (5144) 蝦夷 (Yezo) - 蝦夷地
- (5117) (Mokotoyama) - 藻琴山
- (5125) (Okushiri) - 奥尻島
- (5128) (Wakabayashi) - 仙台市若林区
- (5135) (Nibutani) - 二風谷
- (5138) (Gyoda) - 行田
- (5139) 留萌 (Rumoi) - 留萌
- (5146) 藻岩 (Moiwa) - 藻岩山
- (5147) 円山 (Maruyama) - 円山
- (5176) (Yoichi) - 余市町
- (5215) (Tsurui) - 鶴居村
- (5294) オンネトー (Onnetoh) - オンネトー
- (5331) (Erimomisaki) - 襟裳岬
- (5333) (Kanaya) - 金谷町
- (5334) (Mishima) - 三島
- (5356) (Neagari) - 根上町
- (5399) (Awa) - 阿波
- (5401) (Minamioda) - 神河町南小田
- (5403) (Takachiho) - 高千穂町
- (5435) 亀岡 (Kameoka) - 亀岡
- (5468) 浜頓別 (Hamatonbetsu) - 浜頓別町
- (5473) 山梨 (Yamanashi) - 山梨
- (5482) (Korankei) - 香嵐渓
- (5488) (Kiyosato) - 北杜市高根町清里
- (5557) チミケップ湖 (Chimikeppuko) - チミケップ湖
- (5580) (Sharidake) - 斜里岳
- (5603) (Rausudake) - 羅臼岳
- (5618) 埼玉 (Saitama) - 埼玉
- (5629) 桑名 (Kuwana) - 桑名
- (5631) 石北峠 (Sekihokutouge) - 石北峠
- (5640) 吉野 (Yoshino) - 鹿児島市吉野町
- (5679) 安家洞 (Atsukadou) - 安家洞
- (5740) (Toutoumi) - 遠江
- (5751) (Zao) - 蔵王連峰
- (5775) 犬山 (Inuyama) - 犬山
- (5783) (Kumagaya) - 熊谷
- (5784) (Yoron) - 与論島
- (5790) 長崎 (Nagasaki) - 長崎
- (5848) (Harutoriko) - 春採湖
- (5851) (Inagawa) - 猪名川町
- (5881) 明石 (Akashi) - 明石
- (5908) (Aichi) - 愛知[1]
- (5909) 名古屋 (Nagoya) - 名古屋
- (5960) (Wakkanai) - 稚内
- (5978) (Kaminokuni) - 上ノ国町
- (6024) 御茶ノ水 (Ochanomizu) - 御茶ノ水
- (6071) 埼玉 (Sakitama) - 行田市埼玉
- (6089) (Izumi) - 仙台市泉区
- (6134) (Kamagari) - 蒲刈町
- (6158) (Shosanbetsu) - 初山別村
- (6197) (Taracho) - 太良町
- (6198) (Shirakawa) - 白河
- (6218) (Mizushima) - 倉敷市水島
- (6228) (Yonezawa) - 米沢
- (6237) (Chikushi) - 筑紫
- (6247) (Amanogawa) - 天の川
- (6255) 久万 (Kuma) - 久万
- (6270) (Kabukuri) - 蕪栗沼
- (6275) 桐生 (Kiryu) - 桐生
- (6276) 黒保根 (Kurohone) - 黒保根村
- (6302) (Tengukogen) - 天狗高原
- (6324) (Kejonuma) - 化女沼
- (6346) (Syukumeguri) - 桐生市黒保根町宿廻
- (6383) 徳島 (Tokushima) - 徳島
- (6414) (Mizunuma) - 桐生市黒保根町水沼
- (6416) 入笠山 (Nyukasayama) - 入笠山
- (6418) (Hanamigahara) - 花見ヶ原
- (6419) (Susono) - 裾野市
- (6422) (Akagi) - 赤城山
- (6423) (Harunasan) - 榛名山
- (6462) (Myougi) - 妙義山
- (6531) (Subashiri) - 静岡県小山町須走地区
- (6612) 八王子 (Hachioji) - 八王子
- (6655) (Nagahama) - 長浜
- (6657) (Otukyo) - 大津宮
- (6663) (Tatebayashi) - 館林
- (6667) 山内村 (Sannaimura) - 山内村
- (6699) (Igaueno) - 伊賀上野
- (6720) 岐阜 (Gifu) - 岐阜
- (6721) (Minamiawaji) - 南あわじ市
- (6747) (Ozegahara) - 尾瀬ヶ原
- (6800) (Saragamine) - 皿ヶ嶺
- (6804) 丸瀬布 (Maruseppu) - 丸瀬布町
- (6839) (Ozenuma) - 尾瀬沼
- (6879) 兵庫 (Hyogo) - 兵庫
- (6881) 至仏 (Shifutsu) - 至仏山
- (6883) (Hiuchigatake) - 燧ヶ岳
- (6932) (Tanigawadake) - 谷川岳
- (6933) (Azumayasan) - 四阿山
- (6961) (Ashitaka) - 愛鷹山
- (6965) (Niyodogawa) - 仁淀川
- (6971) (Omogokei) - 面河渓
- (6986) (Asamayama) - 浅間山
- (6991) (Chichibu) - 秩父
- (6992) (Minano-machi) - 皆野町
- (7017) (Uradowan) - 浦戸湾
- (7021) 富岡町 (Tomiokamachi) - 富岡町
- (7028) (Tachikawa) - 立川
- (7038) 所沢 (Tokorozawa) - 所沢
- (7039) 山形 (Yamagata) - 山形県
- (7067) (Kiyose) - 清瀬
- (7094) 五台山 (Godaisan) - 五台山
- (7097) (Yatsuka) - 八束町
- (7105) (Yousyozan) - 遙照山
- (7137) (Ageo) - 上尾
- (7143) (Haramura) - 原村
- (7235) (Hitsuzan) - 筆山
- (7252) (Kakegawa) - 掛川
- (7253) 奈良 (Nara) - 奈良
- (7287) (Yokokurayama) - 横倉山
- (7289) (Kamegamori) - 瓶ヶ森
- (7298) (Matudaira-gou) - 松平郷
- (7342) (Uchinoura) - 内之浦町
- (7358) (Oze) - 尾瀬
- (7434) 大阪 (Osaka) - 大阪
- (7435) (Sagamihara) - 相模原
- (7438) (Misakatouge) - 三坂峠
- (7463) 大川嶺 (Oukawamine) - 大川嶺
- (7484) 道後温泉 (Dogo Onsen) - 道後温泉
- (7530) (Mizusawa) - 水沢
- (7592) (Takinemachi) - 滝根町
- (7678) (Onoda) - 小野田
- (7716) (Ube) - 宇部
- (7766) (Jododaira) - 浄土平
- (7788) (Tsukuba) - 筑波
- (7851) 安曇野 (Azumino) - 安曇野
- (7852) 厳島 (Itsukushima) - 厳島
- (7895) (Kaseda) - 加世田
- (8100) (Nobeyama) - 野辺山
- (8113) (Matsue) - 松江
- (8120) 神戸 (Kobe) - 神戸
- (8188) (Okegaya) - 桶ヶ谷沼
- (8220) (Nanyou) - 南陽
- (8234) 延岡 (Nobeoka) - 延岡
- (8272) 飯舘村 (Iitatemura) - 飯舘村
- (8374) 母衣旗 (Horohata) - 福島県石川町母衣旗
- (8418) (Mogamigawa) - 最上川
- (8579) (Hieizan) - 比叡山
- (8581) 常念 (Johnen) - 常念岳
- (8668) (Satomimura) - 里美村
- (8723) (Azumayama) - 吾妻山
- (8730) 飯豊山 (Iidesan) - 飯豊山
- (8747) (Asahi) - 朝日岳
- (8866) 種子島 (Tanegashima) - 種子島
- (8874) 昭和新山 (Showashinzan) - 昭和新山
- (8892) 加古川 (Kakogawa) - 加古川
- (8922) (Kumanodake) - 熊野岳
- (8924) 入間 (Iruma) - 入間
- (8933) 黒部 (Kurobe) - 黒部峡谷
- (8937) (Gassan) - 月山
- (9032) 田上 (Tanakami) - 田上山
- (9033) 川根 (Kawane) - 川根町
- (9041) (Takane) - 高根町
- (9107) 鳴子温泉 (Narukospa) - 鳴子温泉
- (9110) (Choukai) - 鳥海山
- (9191) (Hokuto) - 北杜
- (9196) (Sukagawa) - 須賀川
- (9198) (Sasagamine) - 笹ヶ峰
- (9220) (Yoshidayama) - 吉田山
- (9293) 鴨方 (Kamogata) - 鴨方町
- (9368) 枝幸 (Esashi) - 枝幸町
- (9382) (Mihonoseki) - 美保関町
- (9580) 垂水 (Tarumi) - 垂水区
- (9658) (Imabari) - 今治
- (9719) (Yakage) - 矢掛町
- (9782) 江戸 (Edo) - 江戸
- (9784) (Yotsubashi) - 四ツ橋
- (9791) 加美薬莱 (Kamiyakurai) - 薬萊山（加美富士）
- (9792) 箟岳山 (Nonodakesan) - 箟岳山
- (9887) (Ashikaga) - 足利
- (9893) (Sagano) - 嵯峨野
- (9943) (Bizan) - 眉山
- (9993) 熊本 (Kumamoto) - 熊本
- (10091) (Bandaisan) - 磐梯山
- (10141) (Gotenba) - 御殿場
- (10143) 鴨川 (Kamogawa) - 鴨川
- (10147) 水ヶ塚 (Mizugatsuka) - 水ヶ塚
- (10154) 田貫 (Tanuki) - 田貫湖
- (10157) 朝霧 (Asagiri) - 朝霧高原
- (10158) 太郎坊 (Taroubou) - 太郎坊
- (10159) トカラ (Tokara) - トカラ列島
- (10161) 中之島 (Nakanoshima) - 中之島（トカラ列島）
- (10163) 尾道 (Onomichi) - 尾道
- (10164) 悪石島 (Akusekijima) - 悪石島
- (10166) 宝島 (Takarajima) - 宝島（トカラ列島）
- (10169) (Ogasawara) - 小笠原
- (10178) 入来 (Iriki) - 入来町
- (10179) 石垣 (Ishigaki) - 石垣島
- (10364) (Tainai) - 胎内平
- (10365) (Kurokawa) - 黒川村
- (10367) (Sayo) - 佐用町
- (10368) (Kozuki) - 上月町
- (10399) (Nishiharima) - 西播磨
- (10400) (Hakkaisan) - 八海山
- (10500) (Nish-koen) - 西公園（仙台市）
- (10516) (Sakurajima) - 桜島
- (10727) 秋津島 (Akitsushima) - 秋津島
- (10864) (Yamagatashi) - 山形市
- (10878) (Moriyama) - 守山
- (11092) 岩木山 (Iwakisan) - 岩木山
- (11107) (Hakkoda) - 八甲田山
- (11108) (Hachimantai) - 八幡平
- (11109) (Iwatesan) - 岩手山
- (11115) 刈谷 (Kariya) - 刈谷
- (11129) (Hayachine) - 早池峰山
- (11133) (Kumotori) - 雲取山
- (11135) (Ryokami) - 両神山
- (11137) (Yarigatake) - 槍ヶ岳
- (11138) (Hotakadake) - 穂高岳
- (11140) (Yakedake) - 焼岳
- (11146) (Kirigamine) - 霧ヶ峰
- (11149) (Tateshina) - 蓼科山
- (11151) (Oodaigahara) - 大台ヶ原山
- (11152) (Oomine) - 大峰山
- (11154) (Kobushi) - 甲武信ヶ岳
- (11155) (Kinpu) - 金峰山
- (11159) 瑞牆 (Mizugaki) - 瑞牆山
- (11161) 大菩薩 (Daibosatsu) - 大菩薩嶺
- (11494) ひびき (Hibiki) - 響灘
- (11504) (Kazo) - 加須
- (11546) (Miyoshimachi) - 三芳町
- (11612) 大府 (Obu) - 大府
- (11827) (Wasyuzan) - 鷲羽山
- (11878) 花見山 (Hanamiyama) - 花見山
- (11925) 臼ばえ(Usubae) - 土佐清水市臼碆
- (11933) ひむか (Himuka) - 日向
- (12012) (Kitahiroshima) - 北広島
- (12335) (Tatsukushi) - 竜串
- (12357) (Toyako) - 洞爺湖
- (12383) (Eboshi) - 烏帽子岩
- (12391) (Ecoadachi) - 足立区
- (12432) 臼田 (Usuda) - 臼田町
- (12440) (Koshigayaboshi) - 越谷
- (12445) 白鷹 (Sirataka) - 白鷹町
- (12469) 勝浦 (Katsuura) - 勝浦
- (12706) 種崎 (Tanezaki) - 高知市種崎
- (12749) 大堂海岸 (Odokaigan) - 大堂海岸
- (12751) 神林 (Kamihayashi) - 神林村
- (12810) (Okumiomote) - 奥三面
- (13039) (Awashima) - 粟島
- (13094) (Shinshuueda) - 信州上田
- (13156) (Mannoucho) - まんのう町
- (13188) 沖縄 (Okinawa) - 沖縄
- (13207) (Tamagawa) - 玉川町
- (13365) (Tenzinyama) - 天神山
- (13569) (Oshu) - 奥州
- (13654) 増田 (Masuda) - 中種子町増田
- (13679) (Shinanogawa) - 信濃川
- (13787) (Nagaishi) - 長井市
- (13918) (Tsukinada) - 月灘
- (13934) (Kannami) - 函南町
- (13978) (Hiwasa) - 日和佐町
- (14314) (Tokigawa) - 都幾川村
- (14315) (Ogawamachi) - 小川町
- (14316) (Higashichichibu) - 東秩父村
- (14425) (Fujimimachi) - 富士見町
- (14446) 錦江湾 (Kinkowan) - 錦江湾
- (14469) (Komatsuataka) - 小松市安宅町
- (14491) (Hitachiomiya) - 常陸大宮市
- (14701) 会津 (Aizu) - 会津地方
- (14821) (Motaeno) - 甕の泊（玉島港）
- (14850) (Nagashimacho) - 長島町
- (14888) (Kanazawashi) - 金沢市
- (14901) (Hidatakayama) - 飛騨高山
- (14939) (Norikura) - 乗鞍岳
- (14998) (Ogosemachi) - 越生町
- (15303) (Hatoyamamachi) - 鳩山町
- (15316) 岡垣町 (Okagakimachi) - 岡垣町
- (15350) (Naganuma) - 長沼町
- (15387) (Hanazukayama) - 花塚山
- (15841) 山口 (Yamaguchi) - 山口
- (15868) (Akiyoshidai) - 秋吉台
- (15910) (Shinkamigoto) - 新上五島町
- (16261) (Iidemachi) - 飯豊町
- (16439) (Yamehoshinokawa) - 星野川（八女市）
- (16449) (Kigoyama) - キゴ山
- (16463) (Nayoro) - 名寄
- (16466) (Piyashiriyama) - ピヤシリ山
- (16507) (Fuuren) - 風連町
- (16525) (Shumarinaiko) - 朱鞠内湖
- (16594) (Sorachi) - 空知
- (16680) 南種子町 (Minamitanemachi) - 南種子町
- (16700) (Seiwa) - 清和村
- (16713) 姶良市(Airashi) - 姶良市
- (16725) 頭殿 (Toudono) - 頭殿山
- (16736) とんがり山 (Tongariyama) - 尖山
- (17286) 美星 (Bisei) - 美星
- (17465) (Inawashiroko) - 猪苗代湖
- (17651) (Tajimi) - 多治見
- (17673) (Houkidaisen) - 伯耆大山
- (17683) 神奈川 (Kanagawa) - 神奈川
- (18156) (Kamisaibara) - 上齋原村
- (18290) (Sumiyoshi) - 大阪市住吉区
- (18469) 函館 (Hakodate) - 函館
- (18644) (Arashiyama) - 嵐山
- (19161) (Sakawa) - 佐川町
- (19303) 知名町 (Chinacyo) - 知名町
- (19310) (Osawa) - 三鷹市大沢
- (19509) 新潟 (Niigata) - 新潟
- (19534) 宮城 (Miyagi) - 宮城
- (19691) 岩手 (Iwate) - 岩手
- (19701) 青森 (Aomori) - 青森
- (19713) 茨城 (Ibaraki) - 茨城
- (19731) 栃木 (Tochigi) - 栃木
- (19953) 武雄 (Takeo) - 武雄
- (20102) (Takasago) - 高砂
- (20120) 龍ヶ岳 (Ryugatake) - 龍ヶ岳町
- (20193) 屋久島 (Yakushima) - 屋久島
- (20613) 千葉県 (Chibaken) - 千葉県
- (20625) (Noto) - 能登
- (21182) (Teshiogawa) - 天塩川
- (21250) 上高地 (Kamikouchi) - 上高地
- (21254) 城南 (Jonan) - 城南町
- (21302) 白神山地 - 白神山地
- (21326) (Nitta-machi) - 新田町
- (21327) (Yabuzuka) - 藪塚本町
- (21328) (Otashi) - 太田市
- (21966) 浜通り (Hamadori) - 浜通り
- (22277) (Hirado) - 平戸
- (22355) (Yahabananshozan) - 南昌山（矢巾町）
- (22470) 白川郷 (Shirakawa-go) - 白川郷
- (22719) 中通り (Nakadori) - 中通り
- (22745) 陸前高田 (Rikuzentakata) - 陸前高田
- (22885) 栄村 (Sakaemura) - 栄村
- (22914) 津南町 (Tsunanmachi) - 津南町
- (23468) (Kannabe) - 神鍋高原
- (23478) (Chikumagawa) - 千曲川
- (23638) 長野 (Nagano) - 長野
- (23649) 東北 (Tohoku) - 東北
- (23662) (Jozankei) - 定山渓温泉
- (24965) (Akayu) - 赤湯町
- (25892) フナバシ (Funabashi) - 船橋市
- (26097) (Kamishi) - 香美市
- (26319) (Miyauchi) - 南陽市宮内
- (26806) (Kushiike) - 上越市清里区櫛池地区
- (26998) (Iriso) - 狭山市入曽地区
- (29157) 東日本 (Higashinihon) - 東日本
- (29199) (Himeji) - 姫路
- (36472) 海老名 (Ebina) - 海老名
- (48736) 愛媛 (Ehime) - 愛媛

 中国
- (1125) チャイナ (China) - 中国
- (2045) 北京 (Beijing) - 北京
- (2077) (Kiangsu) - 江蘇省
- (2078) (Nanking) - 南京
- (2085) 河南 (Henan) - 河南省
- (2162) 安徽 (Anhui) - 安徽省
- (2184) (Fujian) - 福建省
- (2185) (Guangdong) - 広東省
- (2197) (Shanghai) - 上海
- (2209) (Tianjin) - 天津
- (2215) (Sichuan) - 四川省
- (2230) (Yunnan) - 雲南省
- (2255) (Qinghai) - 青海省
- (2263) (Shaanxi) - 陝西省
- (2336) (Xinjiang) - 新疆ウイグル自治区
- (2344) (Xizang) - チベット自治区
- (2355) (Nei Monggol) - 内モンゴル自治区
- (2380) (Heilongjiang) - 黒竜江省
- (2387) (Xi'an) - 西安
- (2398) (Jilin) - 吉林省
- (2425) (Shenzhen) - 深圳
- (2503) (Liaoning) - 遼寧省
- (2505) (Hebei) - 河北省
- (2510) (Shandong) - 山東省
- (2514) (Taiyuan) - 太原
- (2515) (Gansu) - 甘粛省
- (2539) (Ningxia) - 寧夏回族自治区
- (2547) 湖北 (Hubei) - 湖北省
- (2592) (Hunan) - 湖南省
- (2617) (Jiangxi) - 江西省
- (2631) (Zhejiang) - 浙江省
- (2632) (Guizhou) - 貴州省
- (2655) 広西 (Guangxi) - 広西チワン族自治区
- (2693) 延安 (Yan'an) - 延安
- (2719) (Suzhou) - 蘇州
- (2729) (Urumqi) - ウルムチ
- (2743) (Chengdu) - 成都
- (2778) (Tangshan) - 唐山
- (2789) (Foshan) - 仏山
- (2851) (Harbin) - ハルビン
- (2903) (Zhuhai) - 珠海
- (3011) (Chongqing) - 重慶
- (3024) (Hainan) - 海南省
- (3048) (Guangzhou) - 広州
- (3051) (Nantong) - 南通
- (3136) (Anshan) - 鞍山
- (3139) (Shantou) - 汕頭
- (3187) (Dalian) - 大連
- (3206) (Wuhan) - 武漢
- (3221) (Changshi) - 常熟
- (3239) (Meizhou) - 梅州
- (3297) (Hong Kong) - 香港
- (3335) (Quanzhou) - 泉州
- (3340) (Yinhai) - 銀海区
- (3476) (Dongguan) - 東莞
- (3481) 香炉峰 (Xianglupeak) - 香炉峰（香山）
- (3494) (Purple Mountain) - 紫金山
- (3502) (Huangpu) - 黄浦区
- (3543) (Ningbo) - 寧波
- (3611) (Dabu) - 大埔県
- (3613) (Kunlun) - 崑崙山脈
- (3650) (Kunming) - 昆明
- (3729) (Yangzhou) - 揚州
- (3746) (Heyuan) - 河源
- (3789) 中国 (Zhongguo) - 中国
- (4273) (Dunhuang) - 敦煌
- (4360) 盱眙 (Xuyi) - 盱眙県
- (4776) (Luyi) - 鹿邑県
- (4925) (Zhoushan) - 舟山
- (5217) (Chaozhou) - 潮州
- (5537) (Sanya) - 三亜
- (7485) 長春 (Changchun) - 長春
- (7859) (Lhasa) - ラサ
- (8423) (Makao) - マカオ
- (9092) (Nanyang) - 南陽
- (9668) 天涯海角 (Tianyahaijiao) - 天涯海角
- (12418) (Tongling) - 銅陵
- (12757) (Yangtze) - 長江
- (14656) (Lijiang) - 麗江
- (15001) (Fuzhou) - 福州
- (19258) (Gongyi) - 鞏義
- (19300) (Xinglong) - 興隆県
- (23686) (Songyuan) - 松原
- (24956) (Qiannan) - 黔南プイ族ミャオ族自治州

 トルコ
- (25) フォカエア (Phocaea) - ポカイア（フォカエア）
- (110) リディア (Lydia) - リュディア
- (396) アエオリア (Aeolia) - アイオリス（イタリアのエオリア諸島に由来するとする説もある。）
- (623) キマエラ (Chimaera) - キマイラ山（英語版）（現在のヤナルタシュ（英語版））
- (791) アニ (Ani) - アニ
- (1174) (Marmara) - マルマラ海
- (1457) (Ankara) - アンカラ
- (3912) (Troja) - トロヤ（イリオス）
- (20936) (Nemrut Dagi) - ネムルト山

 ジョージア
- (753) ティフリス (Tiflis) - トビリシ（ティフリス）
- (1135) コルキス (Colchis) - コルキス
- (1289) クタイシ (Kutaissi) - クタイシ
- (2116) ムツヘタ (Mtskheta) - ムツヘタ
- (2139) (Makharadze) - オズルゲティ（旧称マハラゼ）
- (2671) (Abkhazia) - アブハジア
- (3191) (Svanetia) - スヴァネティ

 イラク
- (1970) (Sumeria) - シュメール
- (7079) (Baghdad) - バグダード
- (15417) (Babylon) - バビロン
- (22260) (Ur) - ウル
- (22292) (Mosul) - モースル
- (56000) (Mesopotamia) - メソポタミア

 インドネシア
- (536) メラピ (Merapi) - ムラピ山
- (732) チラキ (Tjilaki) - Tjilaki（マラバル付近の地名）
- (754) マラバル (Malabar) - マラバル（英語版）
- (770) バリ (Bali) - バリ島
- (772) タネテ (Tanete) - タネテ（インドネシア語版）
- (863) ベンクーラ (Benkoela) - ブンクル（ベンクーレン）

 韓国
- (11602) (Miryang) - 密陽
- (12252) 光州 (Gwangju) - 光州
- (34666) (Bohyunsan) - 普賢山（普賢山天文台所在地）

 イスラエル
- (52301) (Qumran) - クムラン（英語版）
- (63163) (Jerusalem) - エルサレム

 ウズベキスタン
- (1351) (Uzbekistania) - ウズベキスタン
- (22948) (Maidanak) - マイダナク

 シリア
- (13128) (Aleppo) - アレッポ
- (13131) (Palmyra) - パルミラ

 ネパール
- (6340) (Kathmandu) - カトマンズ
- (6918) (Manaslu) - マナスル

その他の国
- (780) アルメニア (Armenia) -  アルメニア
- (2169) (Taiwan) -  台湾
- (2178) (Kazakhstania) -  カザフスタン
- (2469) タジキスタン (Tadjikistan) -  タジキスタン
- (2566) (Kirghizia) -  キルギス
- (2584) (Turkmenia) -  トルクメニスタン
- (2698) (Azerbajdzhan) -  アゼルバイジャン
- (7816) (Hanoi) -  ベトナム ハノイ
- (13117) (Pondicherry) -  インド ポンディシェリ
- (13513) (Manila) -  フィリピン マニラ
- (15861) (Ispahan) -  イラン エスファハーン

複数国
- (67) アジア (Asia) - アジア
- (313) カルダエア (Chaldaea) - カルデア
- (1157) アラビア (Arabia) - アラビア
- (13096) (Tigris) - ティグリス川
- (13963) (Euphrates) - ユーフラテス川

## ヨーロッパ
ドイツ
- (241) ゲルマニア (Germania) - ドイツのラテン語名
- (263) ドレスダ (Dresda) - ドレスデン
- (301) バヴァリア (Bavaria) - バイエルン州のラテン語名
- (324) バンベルガ (Bamberga) - バンベルク
- (325) ハイデルベルガ (Heidelberga) - ハイデルベルク
- (333) バーデニア (Badenia) - バーデン
- (386) ジーゲナ (Siegena) - ジーゲン
- (415) パラティア (Palatia) - プファルツ選帝侯領の英語名
- (422) ベロリーナ (Berolina) - ベルリンのラテン語名
- (428) モナキア (Monachia) - ミュンヘンのラテン語名
- (442) アイヒスフェルディア (Eichsfeldia) - アイヒスフェルト（英語版）
- (449) ハンブルガ (Hamburga) - ハンブルク
- (455) ブルフザリア (Bruchsalia) - ブルッフザール
- (458) ヘルキニア (Hercynia) - ヘルキニアの森（英語版）
- (470) キリア (Kilia) - キールのラテン語名
- (526) イエナ (Jena) - イェーナ
- (565) マールバッヒア (Marbachia) - マールバッハ（英語版）
- (619) トリベルガ (Triberga) - トリベルク・イム・シュヴァルツヴァルト（英語版）
- (717) ヴィシバダ (Wisibada) - ヴィースバーデン
- (723) ハンモニア (Hammonia) - ハンブルク
- (738) アラガスタ (Alagasta) - ガウ＝アルゲスハイムの旧称
- (765) マッティアカ (Mattiaca) - ヴィースバーデンのラテン語名
- (766) モグンティア (Moguntia) - マインツのラテン語名
- (788) ホーヘンシュタイナ (Hohensteina) - ホーエンシュタイン
- (811) ナウハイマ (Nauheima) - バート・ナウハイム
- (850) アルトナ (Altona) - ハンブルク＝アルトナ
- (927) ラティスボナ (Ratisbona) - レーゲンスブルクのラテン語名
- (930) ウェストファリア (Westphalia) - ヴェストファーレン
- (1039) ゾンネベルガ (Sonneberga) - ゾンネベルク
- (1223) ネッカー (Neckar) - ネッカー川
- (1254) (Erfordia) - エアフルト
- (1302) ヴェラ (Werra) - ヴェラ川
- (1346) (Gotha) - ゴータ
- (1443) (Ruppina) - ルピーン（ノイルピーン）
- (1481) (Tübingia) - テュービンゲン
- (2424) (Tautenburg) - タウテンブルク（英語版）
- (3053) (Dresden) - ドレスデン
- (3229) (Solnhofen) - ゾルンホーフェン
- (3539) (Weimar) - ヴァイマル
- (3782) (Celle) - ツェレ
- (3802) ドルンブルク (Dornburg) - ドルンブルク
- (3825) ニュルンベルク (Nürnberg) - ニュルンベルク
- (4327) リース (Ries) - ネルトリンガー・リース
- (4724) (Brocken) - ブロッケン山
- (5199) (Dortmund) - ドルトムント
- (5409) ザーレ (Saale) - ザーレ川
- (5489) オーバーコッヘン (Oberkochen) - オーバーコッヘン
- (5616) (Vogtland) - フォークトラントクライス（英語版）
- (5725) (Nördlingen) ネルトリンゲン
- (5792) ウンシュトルト (Unstrut) - ウンシュトルト川
- (5816) (Potsdam) - ポツダム
- (5820) (Babelsberg) - バーベルスベルク
- (5835) (Mainfranken) - マインフランケン（ウンターフランケン）
- (5846) (Hessen) - ヘッセン
- (5866) (Sachsen) - ザクセン
- (5904) (Württemberg) - ヴュルテンベルク
- (6068) (Brandenburg) - ブランデンブルク
- (6070) (Rheinland) - ラインラント
- (6099) ザールラント (Saarland) - ザールラント
- (6120) アンハルト (Anhalt) - アンハルト公国
- (6124) (Mecklenburgburg) - メクレンブルク
- (6209) (Schwaben) - シュヴァーベン
- (6293) (Oberpfalz) - オーバープファルツ行政管区
- (6305) (Helgoland) - ヘルゴラント島
- (6320) (Bremen) - ブレーメン
- (6396) (Schleswig) - シュレースヴィヒ公国
- (6402) (Holstein) - ホルシュタイン
- (6563) (Steinheim) - シュタインハイム・クレーター
- (6864) シュタルケンブルク (Starkenburg) - シュタルケンブルク
- (7167) (Laupheim) - ラウプハイム（英語版）
- (8665) (Daun-Eifel) - ダウン、アイフェル
- (9336) (Altenburg) - アルテンブルク
- (9742) (Worpswede) - ヴォルプスヴェーデ
- (10114) グライフスヴァルト (Greifswald) - グライフスヴァルト
- (10242) (Wasserkuppe) - ヴァッサークッペ
- (10244) (Thüringer Wald) - テューリンゲンの森
- (10246) (Frankenwald) - フランケンヴァルト
- (10248) (Fichtelgebirge) - フィヒテル山地
- (10249) (Harz) - ハルツ山地
- (10254) (Hunsrück) - フンスリュック山地
- (10255) (Taunus) - タウヌス山地
- (10659) (Sauerland) - ザウアーラント
- (10661) (Teutoburgerwald) - トイトブルクの森
- (10663) (Schwarzwald) - シュヴァルツヴァルト
- (10669) (Herfordia) - ヘルフォルト
- (10745) (Arnstadt) - アルンシュタット
- (10747) (Köthen) - ケーテン
- (10774) (Eisenach) - アイゼナハ
- (10775) (Leipzig) - ライプツィヒ
- (10801) (Luneburg) - リューネブルク
- (10948) (Odenwald) - オーデンヴァルト
- (10952) (Vogelsberg) - フォーゲルスベルク山地
- (11580) バウツェン (Bautzen) - バウツェン
- (11916) (Wiesloch) - ヴィースロッホ
- (12111) (Ulm) - ウルム
- (14080) (Heppenheim) - ヘッペンハイム
- (14632) (Flensburg) - フレンスブルク
- (16498) パッサウ (Passau) - パッサウ
- (18520) ヴォルフラーツハウゼン (Wolfratshausen) - ヴォルフラーツハウゼン（英語版）
- (21074) (Rügen) - リューゲン島
- (26757) バスタイ (Bastei) - バスタイ（英語版）
- (55735) (Magdeburg) - マクデブルク
- (204852) (Frankfurt) - フランクフルト
- (183182) (Weinheim) - ヴァインハイム

 イタリア
- (63) アウソニア (Ausonia) - イタリアの異称
- (159) アエミリア (Aemilia) - エミリア街道
- (203) ポンペヤ (Pompeja) - ポンペイ
- (356) リグリア (Liguria) - リグーリア州
- (361) ボノニア (Bononia) - ボローニャのラテン語名
- (363) パドゥア (Padua) - パドヴァの英語名
- (377) カンパニア (Campania) - カンパニア州
- (472) ローマ (Roma) - ローマ
- (477) イタリア (Italia) - イタリア
- (478) テルゲステ (Tergeste) - トリエステのラテン語名
- (479) カプレーラ (Caprera) - カプレーラ島
- (485) ゲヌア (Genua) - ジェノヴァのラテン語名
- (486) クレモナ (Cremona) - クレモナ
- (487) ヴェネチア (Venetia) - ヴェネツィア（ヴェニス）
- (489) コマチーナ (Comacina) - コマチーナ島（英語版）（コモ湖）
- (512) タウリネンシス (Taurinensis) - タウリーヌム（トリノの古称）
- (521) ブリクシア (Brixia) - ブレシアのラテン語名
- (554) ペラーガ (Peraga) - ペラーガ（ヴィゴンツァの分離集落）
- (704) インテラムニア (Interamnia) - テーラモのラテン語名
- (1238) プレダッピオ (Predappia) - プレダッピオ
- (1258) シチリア (Sicilia) - シチリア
- (1876) (Napolitania) - ナポリ
- (2601) (Bologna) - ボローニャ
- (2694) ピーノ・トリネーゼ (Pino Torinese) - ピーノ・トリネーゼ
- (3344) (Modena) - モデナ
- (4335) (Verona) - ヴェローナ
- (4464) (Vulcano) - ヴルカーノ島
- (4630) (Chaonis) - キオーンス
- (4695) (Mediolanum) - ミラノのラテン語名
- (4697) (Novara) - ノヴァーラ
- (4744) (Rovereto) - ロヴェレート
- (4860) (Gubbio) - グッビオ
- (5022) (Roccapalumba) - ロッカパルンバ
- (5110) ベルジラーテ (Belgirate) - ベルジラーテ
- (5162) ピエモンテ (Piemonte) - ピエモンテ州
- (5609) (Stroncone) - ストロンコーネ
- (5654) (Terni) - テルニ
- (5802) (Casteldelpiano) - カステル・デル・ピアーノ
- (6168) (Isnello) - イズネッロ
- (6289) (Lanusei) - ラヌゼーイ
- (6460) (Bassano) - バッサーノ・ブレシャーノ
- (6501) イゾンツォ（Isonzo）- イゾンツォ川
- (6590) (Barolo) - バローロ
- (6793) (Palazzolo) - パラッツォーロ・スッローリオ
- (6882) ソルマーノ (Sormano) - ソルマーノ
- (7198) (Montelupo) - モンテルーポ・フィオレンティーノ
- (7199) (Brianza) - ブリアンツァ
- (7481) (San Marcello) - サン・マルチェッロ・ピストイエーゼ
- (7499) (L'Aquila) - ラクイラ（アクイラ）
- (7501) ファッラ（Farra）- ファッラ・ディゾンツォ
- (7556) (Perinaldo) - ペリナルド
- (7665) (Putignano) - プティニャーノ
- (7675) ゴリツィア（Gorizia）- ゴリツィア
- (7679) (Asiago) - アジアーゴ
- (8051) (Pistoria) - ピストイア
- (8420) (Angrogna) - アングローニャ
- (8944) (Ortigara) - オルティガーラ山
- (9010) (Candelo) - カンデーロ
- (9101) (Rossiglione) - ロッシリオーネ
- (9278) (Matera) - マテーラ
- (9523) (Torino) - トリノ
- (10001) (Palermo) - パレルモ
- (10211) (La Spezia) - ラ・スペツィア
- (10931) (Ceccano) - チェッカーノ
- (10959) (Appennino) - アペニン山脈
- (10960) グラン・サッソ (Gran Sasso) - グラン・サッソ
- (11249) (Etna) - エトナ火山
- (11302) ルビコン (Rubicon) - ルビコン川
- (11359) (Piteglio) - ピテーリオ
- (11360) (Formigine) - フォルミージネ
- (11473) (Barbaresco) - バルバレスコ
- (11538) (Brunico) - ブルーニコ
- (11595) (Monsummano) - モンスンマーノ・テルメ
- (12575) (Palmaria) - パルマリア島
- (12987) (Racalmuto) - ラカルムート
- (13145) (Cavezzo) - カヴェッツォ
- (13151) (Polino) - ポリーノ
- (13494) (Treiso) - トレイゾ
- (13684) (Borbona) - ボルボーナ
- (13897) (Vesuvius) - ヴェスヴィオ山の英語名
- (13920) (Montecorvino) - モンテコルヴィーノ・ロヴェッラ
- (14486) (Tuscia) - トスカーナの古名
- (15360) (Moncalvo) - モンカルヴォ
- (15372) (Agrigento) - アグリジェント
- (15497) (Lucca) - ルッカ
- (16106) (Carmagnola) - カルマニョーラ
- (16368) (Città di Alba) - アルバ
- (18116) (Prato) - プラート県
- (18431) (Stazzema) - スタッツェーマ
- (18441) (Cittadivinci) - ヴィンチ
- (18883) (Domegge) - ドメッジェ・ディ・カドーレ
- (18928) (Pontremoli) - ポントレーモリ
- (20048) (Alfianello) - アルフィアネッロ
- (20513) (Lazio) - ラツィオ州
- (21337) (Sansepolcro) - サンセポルクロ
- (21238) (Panarea) - パナレーア島
- (26197) (Bormio) - ボルミオ
- (26761) (Stromboli) - ストロンボリ島
- (26917) (Pianoro) - ピアノーロ
- (53252) (Sardegna) - サルデーニャ（サルディニア）
- (788153) トラビーア - トラビーア

 ロシア
- (232) ロシア (Russia) - ロシア
- (787) モスクワ (Moskva) - モスクワ
- (830) ペトロポリターナ (Petropolitana) - ペトロポリス（サンクトペテルブルクのラテン語名）
- (1094) シベリア (Siberia) - シベリア
- (1147) スタヴロポリス (Stavropolis) - スタヴロポリ
- (1149) ヴォルガ (Volga) - ヴォルガ川
- (1316) カザン (Kasan) - カザン
- (1387) カマ (Kama) - カマ川
- (1479) (Inkeri) - インケリ（イングリア）
- (1480) (Aunus) - アウヌス（オロネツ）
- (1603) ネヴァ (Neva) - ネヴァ川
- (1929) (Kollaa) - コッラ川
- (1957) アンガラ (Angara) - アンガラ川
- (2046) レニングラード (Leningrad) - レニングラード（サンクトペテルブルク）
- (2094) (Magnitka) - マグニトゴルスク
- (2120) (Tyumenia) - チュメニ
- (2140) ケメロヴォ (Kemerovo) - ケメロヴォ
- (2172) (Plavsk) - プラフスク
- (2192) (Pyatigoriya) - ピャチゴルスク
- (2232) (Altaj) - アルタイ共和国
- (2250) スターリングラード (Stalingrad) - スターリングラード（ヴォルゴグラード）
- (2258) ヴィープリ (Viipuri) - ヴィープリ（ヴィボルグ）
- (2287) (Kalmykia) - カルムイク共和国
- (2297) (Daghestan) - ダゲスタン共和国
- (2360) (Volgo-Don) - ヴォルガ・ドン運河
- (2447) クロンシュタット (Kronstadt) - クロンシュタット
- (2509) (Chukotka) - チュクチ自治管区
- (2520) ノヴォロシースク (Novorossijsk) - ノヴォロシースク
- (2574) (Ladoga) - ラドガ湖
- (2593) (Buryatia) - ブリヤート共和国
- (2607) (Yakutia) - ヤクーチア（サハ共和国）
- (2610) (Tuva) - トゥヴァ共和国
- (2656) エヴェンキア (Evenkia) - エヴェンキ自治管区
- (2657) (Bashkiria) - バシキリア（バシコルトスタン共和国）
- (2668) (Tataria) - タタールスタン共和国
- (2670) (Chuvashia) - チュヴァシ共和国
- (2776) (Baikal) - バイカル湖
- (2793) (Valdaj) - ヴァルダイ丘陵
- (2890) ヴィリュイスク (Vilyujsk) - ヴィリュイスク
- (2910) (Yoshkar-Ola) - ヨシュカル・オラ
- (2979) (Murmansk) - ムルマンスク
- (3049) (Kuzbass) - クズネツク炭田
- (3073) クルスク (Kursk) - クルスク
- (3189) (Penza) - ペンザ
- (3213) スモレンスク (Smolensk) - スモレンスク
- (3224) (Irkutsk) - イルクーツク
- (3406) オムスク (Omsk) - オムスク
- (3544) (Borodino) - ボロジノ
- (3799) ノヴゴロド (Novgorod) - ノヴゴロド
- (4071) (Rostovdon) - ロストフ・ナ・ドヌ
- (4189) (Sayany) - サヤン山脈
- (4196) シューヤ (Shuya) - シューヤ
- (4271) (Novosibirsk) - ノヴォシビルスク
- (4447) (Kirov) - キーロフ
- (4519) (Voronezh) - ヴォロネジ
- (4621) (Tambov) - タンボフ
- (4931) トムスク (Tomsk) - トムスク
- (5471) (Tunguska) - ツングースカ
- (5546) (Salavat) - サラヴァト
- (5887) (Yauza) - ヤーウザ川
- (6374) (Beslan) - ベスラン
- (7736) ニジニ・ノヴゴロド (Nizhnij Novgorod) - ニジニ・ノヴゴロド
- (7924) (Simbirsk) - シンビルスク
- (8150) (Kaluga) - カルーガ
- (8498) ウファ (Ufa) - ウファ
- (8985) (Tula) - トゥーラ
- (9168) (Sarov) - サロフ
- (9567) (Surgut) - スルグト
- (9578) (Klyazma) - クリャージマ川
- (9612) (Belgorod) - ベルゴロド
- (10014) シャイム (Shaim) - シャイム
- (10121) (Arzamas) - アルザマス
- (10347) (Murom) - ムーロム
- (10711) (Pskov) - プスコフ
- (11480) (Velikij Ustyug) - ヴェリキイ・ウスチュグ
- (11542) (Solikamsk) - ソリカムスク
- (13125) (Tobolsk) - トボルスク
- (14909) (Kamchatka) - カムチャツカ半島
- (15212) (Yaroslavl') - ヤロスラヴリ
- (15267) (Kolyma) - コリマ川
- (16358) (Plesetsk) - プレセツク
- (16494) (Oka) - オカ川
- (17445) (Avatcha) - アバチャ湾
- (21054) (Ojmjakon) - オイミャコン
- (21088) (Chelyabinsk) - チェリャビンスク
- (22739) (Sikhote-Alin) - シホテアリニ山脈
- (24701) (Elyu-Ene) - レナ川のエヴェンキ語名
- (26851) (Sarapul) - サラプル
- (26922) (Samara) - サマーラ川
- (27709) (Orenburg) - オレンブルク
- (27736) (Ekaterinburg) - エカテリンブルク
- (29189) (Udinsk) - ウジンスク（ウランウデ）
- (30724) (Peterburgtrista) - サンクトペテルブルク
- (38046) (Krasnoyarsk) - クラスノヤルスク

 フランス
- (20) マッサリア (Massalia) - マッサリア（マルセイユ）
- (21) ルテティア (Lutetia) - ルテティア（パリ）
- (51) ネマウサ (Nemausa) - ニームのラテン語名
- (138) トロサ (Tolosa) - トゥールーズのラテン語名
- (148) ガリア (Gallia) - ガリア
- (336) ラカディエラ (Lacadiera) - ラカディエレ＝ダジュール（英語版）
- (346) エルマンタリア (Hermentaria) - エルマン（英語版）
- (364) イサラ (Isara) - イゼール川
- (374) ブルグンディア (Burgundia) - ブルグント王国
- (384) ブルディガラ (Burdigala) - ボルドーのラテン語名
- (387) アクィタニア (Aquitania) - アキテーヌ地域圏
- (605) ジュヴィジア (Juvisia) - ジュヴィジー＝シュル＝オルジュ（英語版）
- (774) アルモル (Armor) - アルモリカ
- (971) アルザシア (Alsatia) - アルザス地域圏
- (1114) (Lorraine) - ロレーヌ公国
- (1256) (Normannia) - ノルマンディー
- (1333) セヴェノーラ (Cevenola) - セヴェンヌ山脈
- (1426) リヴィエラ (Riviera) - フレンチ・リヴィエラ（コート・ダジュール）
- (1599) (Giomus) - ジアン
- (1918) エギュイヨン (Aiguillon) - エギュイヨン
- (4690) (Strasbourg) - ストラスブール
- (5767) (Moldun) - ムードン
- (5778) (Jurafrance) - ジュラ県
- (6177) (Fécamp) - フェカン
- (6190) レンヌ (Rennes) - レンヌ
- (6268) (Versailles) - ヴェルサイユ
- (7399) (Somme) - ソンム川
- (7462) (Grenoble) - グルノーブル
- (7755) オート・プロヴァンス (Haute-Provence) - アルプ＝ド＝オート＝プロヴァンス県
- (9376) (Thionville) - ティオンヴィル
- (9377) (Metz) - メス
- (9378) (Nancy-Lorraine) - ナンシー（ロレーヌ）
- (9379) (Dijon) - ディジョン
- (9380) (Mâcon) - マコン
- (9381) (Lyon) - リヨン
- (9383) (Montélimar) - モンテリマール
- (9385) アヴィニョン (Avignon) - アヴィニョン
- (9392) (Cavaillon) - カヴァイヨン
- (9393) (Apta) - アプト
- (9394) (Manosque) - マノスク
- (10088) (Digne) - ディーニュ＝レ＝バン
- (10233) (Le Creusot) - ル・クルーゾ
- (10374) (Etampes) - エタンプ
- (10735) セーヌ (Seine) - セーヌ川
- (10925) (Ventoux) - モン・ヴァントゥ
- (10927) (Vaucluse) - ヴォクリューズ県
- (10956) (Vosges) - ヴォージュ山脈
- (12100) (Amiens) - アミアン
- (12279) (Laon) - ラン
- (12280) (Reims) - ランス
- (12281) (Chaumont) - ショーモン
- (12287) (Langres) - ラングル
- (12288) (Verdun) - ヴェルダン
- (13031) (Durance) - デュランス川
- (13032) (Tarn) - タルン川
- (13033) (Gardon) - ガルドン川
- (13256) (Marne) - マルヌ川
- (15034) (Décines) - デシーヌ＝シャルピュー
- (15403) (Merignac) - メリニャック
- (22827) (Arvernia) - オーヴェルニュのラテン語名

 フィンランド
- (1447) ウトラ (Utra) - ウトラ（フィンランド語版）
- (1453) フェンニア (Fennia) - フィンランドのラテン語名
- (1460) ハルティア (Haltia) - ハルティ
- (1471) (Tornio) - トルニオ
- (1472) (Muonio) - ムオニオ
- (1494) サヴォ (Savo) - サヴォ
- (1495) ヘルシンキ (Helsinki) - ヘルシンキ
- (1496) トゥルク (Turku) - トゥルク
- (1497) タンペレ (Tampere) - タンペレ
- (1498) ラハティ (Lahti) - ラハティ
- (1499) ポリ (Pori) - ポリ
- (1500) ユヴァスキュラ (Jyvaskyla) - ユヴァスキュラ
- (1503) クオピオ (Kuopio) - クオピオ
- (1504) ラッペーンランタ (Lappeenranta) - ラッペーンランタ
- (1507) ヴァーサ (Vaasa) - ヴァーサ
- (1508) ケミ (Kemi) - ケミ
- (1512) オウル (Oulu) - オウル
- (1518) ロヴァニエミ (Rovaniemi) - ロヴァニエミ
- (1519) カヤーニ (Kajaani) - カヤーニ
- (1520) イマトラ (Imatra) - イマトラ
- (1521) セイナヨキ (Seinäjoki) - セイナヨキ
- (1522) コッコラ (Kokkola) - コッコラ
- (1523) ピークサマキ (Pieksämäki) - ピークサマキ（英語版）
- (1524) ヨエンスー (Joensuu) - ヨエンスー
- (1525) サヴォンリンナ (Savonlinna) - サヴォンリンナ
- (1526) ミッケリ (Mikkeli) - ミッケリ
- (1532) イナリ (Inari) - イナリ湖
- (1533) サイマー (Saimaa) - サイマー湖
- (1534) ネシ (Näsi) - ネシ湖
- (1535) パイヤンネ (Päijänne) - パイエンネ湖
- (1536) ピエリネン (Pielinen) - ピエリネン湖
- (1656) スオミ (Suomi) - スオミ
- (1757) ポルヴォー (Porvoo) - ポルヴォー
- (1758) ナーンタリ (Naantali) - ナーンタリ
- (1786) (Raahe) - ラーヘ（英語版）
- (1882) ラウマ (Rauma) - ラウマ
- (1883) (Rimito) - リマッティラ（英語版）
- (1928) スンマ (Summa) - スンマ
- (1947) (Iso-Heikkilä) - イソ＝ヘイッキラ（英語版）
- (2299) (Hanko) - ハンコ
- (2479) ソダンキュラ (Sodankylä) - ソダンキュラ
- (2501) (Lohja) - ロホヤ
- (2512) (Tavastia) - タヴァスティア
- (2535) ハメーンリンナ (Hämeenlinna) - ハメーンリンナ
- (2678) アーバサクサ (Aavasaksa) - アーバサクサ
- (2679) キッティスヴァーラ (Kittisvaara) - キッティスヴァーラ
- (2737) コトカ (Kotka) - コトカ
- (2750) ロヴィーサ (Loviisa) - ロヴィーサ
- (2820) イーサルミ (Iisalmi) - イーサルミ（英語版）
- (4066) ハーパヴェシ (Haapavesi) - ハーパヴェシ（英語版）

 ウクライナ
- (390) アルマ (Alma) - アルマ川
- (814) タウリス (Tauris) - タウリカ
- (951) ガスプラ (Gaspra) - ガスプラ（英語版）
- (1048) フェオドシア (Feodosia) - フェオドシヤ
- (1140) クリミア (Crimea) - クリミア
- (1475) (Yalta) - ヤルタ
- (1709) ウクライナ (Ukraina) - ウクライナ
- (1792) レニ (Reni) - レニ（英語版）
- (1903) アジムシュカイ (Adzhimushkaj) - アジムシュカイ（ケルチ郊外）
- (2092) (Sumiana) - スームィ
- (2093) (Genichesk) - ゲニチェスク（ヘニチェスク）
- (2121) セヴァストポリ (Sevastopol) - セヴァストポリ
- (2141) シンフェロポリ (Simferopol) - シンフェロポリ
- (2171) (Kiev) - キエフ（キーウ）
- (2216) ケルチ (Kerch) - ケルチ
- (2606) (Odessa) - オデッサ
- (2701) (Cherson) - ヘルソン
- (2966) (Korsunia) - コールスニ
- (2983) (Poltava) - ポルタヴァ
- (3006) リヴァディア (Livadia) - リヴァディア（英語版）
- (3242) (Bakhchisaraj) - バフチサライ
- (5385) (Kamenka) - カミャンカ
- (5990) (Panticapaeon) - パンティカパイオン
- (8141) (Nikolaev) - ニコラーエフ（ムィコラーイウ）
- (9167) (Kharkiv) - ハルキウ（ハリコフ）
- (19916) (Donbass) - ドンバス
- (24648) (Evpatoria) - イェウパトーリヤ
- (24649) (Balaklava) - バラクラヴァ

 スウェーデン
- (329) スヴェア (Svea) - スウェーデン
- (378) ホルミア (Holmia) - ストックホルムのラテン語名
- (379) フエンナ (Huenna) - ヴェン島のラテン語名
- (460) スカニア (Scania) - スコーネのラテン語名
- (499) ヴェヌシア (Venusia) - ヴェン島の別名
- (1073) イェーリバラ (Gellivara) - イェリヴァーレ
- (1678) ヴェーン (Hveen) - ヴェン島
- (2191) (Uppsala) - ウプサラ
- (3057) (Mälaren) - メーラレン湖
- (6102) ヴィスビュー (Visby) - ヴィスビュー
- (6273) (Kiruna) - キルナ
- (6654) (Luleå) - ルレオ
- (6795) (Örnsköldsvik) - エルンシェルツビク
- (6796) (Sundsvall) - スンツヴァル
- (6797) (Östersund) - エステルスンド
- (7528) (Huskvarna) - ヒュースクヴァーナ
- (7595) (Växjö) - ベクショー
- (7704) デレン (Dellen) - デレン湖
- (7705) フメルン (Humeln) - フメルン湖（スウェーデン語版）
- (7706) ミエン (Mien) - ミエン湖（英語版）
- (7770) シリヤン (Siljan) - シリヤン湖
- (10549) (Helsingborg) - ヘルシンボリ
- (10550) (Malmo) - マルメ
- (10551) (Goteborg) - ヨーテボリ
- (10552) (Stockholm) - ストックホルム
- (10554) (Vasterhejde) - ヴェステルヘイデ（英語版）
- (10558) (Karlstad) - カールスタード
- (11870) (Sverige) - スウェーデン

 チェコ
- (255) オッパヴィア (Oppavia) - オパヴァ
- (290) ブルナ (Bruna) - ブルノ
- (371) ボヘミア (Bohemia) - ボヘミア（ベーメン）
- (1901) モラヴィア (Moravia) - モラヴィア
- (1942) ヤブルンカ (Jablunka) - ヤブルンカ（英語版）
- (2080) (Jihlava) - イフラヴァ
- (2123) ヴルタヴァ (Vltava) - ヴルタヴァ川（モルダウ川）
- (2199) クレット (Kleť) - クレチ山（英語版）
- (2367) (Praha) - プラハ
- (2403) (Šumava) - シュマヴァ国立公園（ベーマーの森）
- (2524) (Budovicium) - チェスケー・ブジェヨヴィツェのラテン語名
- (2613) (Plzeň) - プルゼニ
- (2672) (Písek) - ピーセク
- (2747) (Český Krumlov) - チェスキー・クルムロフ
- (2889) ブルノ (Brno) - ブルノ
- (3137) ホルキィ (Horky) - ホルキィ（英語版）
- (5894) テルチ (Telč) - テルチ
- (6064) (Holašovice) - ホラショヴィツェ
- (7204) オンドジェヨフ (Ondřejov) - オンドジェヨフ（英語版）
- (7498) (Blaník) - ブラニーク山
- (9884) プシーブラム (Příbram) - プシーブラム（英語版）
- (11128) (Ostravia) - オストラヴァ
- (11134) (České Budějovice) - チェスケー・ブジェヨヴィツェ
- (16801) (Petřínpragensis) - ペトシーン
- (17608) (Terezín) - テレジーン
- (26328) (Litomyšl) - リトミシュル

 ベルギー
- (1052) ベルギカ (Belgica) - ベルギー
- (1145) ロベルモント (Robelmonte) - ロベルモント（英語版）
- (1261) (Legia) - リエージュのラテン語名
- (1276) (Ucclia) - イクル
- (1294) (Antwerpia) - アントウェルペン
- (1593) ファーニュ (Fagnes) - オート・ファーニュ湿原（英語版）
- (1633) シメイ (Chimay) - シメイ
- (1717) アルロン (Arlon) - アルロン
- (1787) シニー (Chiny) - シニー（英語版）
- (1887) (Virton) - ヴィルトン
- (2689) (Bruxelles) - ブリュッセル
- (2765) (Dinant) - ディナン
- (3138) シネイ (Ciney) - シネイ
- (3198) ワロニア (Wallonia) - ワロン地域
- (3374) (Namur) - ナミュール
- (4782) (Gembloux) - ジャンブルー
- (9471) (Ostend) - オーステンデ
- (9472) (Bruges) - ブルッヘ
- (9473) (Ghent) - ヘント
- (9663) (Zwin) - ズウィン
- (10120) (Ypres) - イーペル
- (13293) (Mechelen) - メヘレン
- (17428) (Charleroi) - シャルルロワ
- (17437) (Stekene) - ステケーネ

 スペイン
- (365) コルドゥバ (Corduba) - コルドバのラテン語名
- (372) パルマ (Palma) - パルマ・デ・マヨルカ
- (804) イスパニア (Hispania) - スペインのラテン語名
- (945) バルセロナ (Barcelona) - バルセロナ
- (1159) グラナダ (Granada) - グラナダ
- (1188) (Gothlandia) - カタルーニャの古称
- (1399) テネリファ (Teneriffa) - テネリフェ島
- (2293) (Guernica) - ゲルニカ
- (2912) (Lapalma) - ラ・パルマ島
- (5879) アルメリア (Almeria) - アルメリア
- (5941) バレンシア (Valencia) - バレンシア
- (7742) (Altamira) - アルタミラ洞窟
- (9453) (Mallorca) - マヨルカ島
- (13868) (Catalonia) - カタルーニャ州の英語名
- (14967) (Madrid) - マドリード
- (15884) マスパロマス (Maspalomas) - マスパロマス（英語版）
- (19776) (Balears) - バレアレス諸島
- (159164) (La Canada) - ラカニャーダ（スペイン語版）

 オーストリア
- (136) オーストリア (Austria) - オーストリア
- (226) ヴェーリンギア (Weringia) - ヴェーリング（英語版）
- (231) ヴィンドボナ (Vindobona) - ウィーンのラテン語名
- (397) ヴィエンナ (Vienna) - ウィーンの英語名
- (744) アグンティーナ (Aguntina) - アグントゥム（英語版）
- (844) レオンティーナ (Leontina) - リエンツ
- (1469) (Linzia) - リンツ
- (2806) グラーツ (Graz) - グラーツ
- (6332) (Vorarlberg) - フォアアールベルク州
- (6439) (Tirol) - チロル州
- (6442) (Salzburg) - ザルツブルク州
- (6451) (Kärnten) - ケルンテン州
- (6482) (Steiermark) - シュタイアーマルク州
- (9097) ダヴィドシュラーク (Davidschlag) - ダヴィドシュラーク
- (15318) (Innsbruck) - インスブルック
- (18398) (Bregenz) - ブレゲンツ
- (19914) (Klagenfurt) - クラーゲンフルト

 イギリス
- (758) マンクニア (Mancunia) - マンチェスターのラテン語名
- (1071) ブリタ (Brita) - グレートブリテン島
- (2531) (Cambridge) - ケンブリッジ（マサチューセッツ州ケンブリッジと共に）
- (3009) コヴェントリー (Coventry) - コヴェントリー
- (3858) (Dorchester) - ドーチェスター
- (5805) (Glasgow) - グラスゴー
- (7603) (Salopia) - シュロップシャー（サロップ）
- (8283) (Edinburgh) - エディンバラ
- (8380) トゥーティング (Tooting) - トゥーティング（英語版）
- (8837) (London) - ロンドン
- (8849) (Brighton) - ブライトン
- (9767) ミッドサマー・ノートン (Midsomer Norton) - ミッドサマー・ノートン（英語版）
- (10501) (Ardmacha) - アーマーのアイルランド語名
- (16083) (Jorvik) - ヨールヴィーク
- (16481) (Thames) - テムズ川
- (28220) (York) - ヨーク

 オランダ
- (1132) ホランディア (Hollandia) - オランダのラテン語名
- (1133) ルグドゥナ (Lugduna) - ライデンのラテン語名
- (1253) (Frisia) - フリースラント州のラテン語名
- (1336) (Zeelandia) - ゼーラント州
- (1385) ゲルリア (Gelria) - ヘルダーラント州のラテン語名
- (2471) ウルトライェクトゥム (Ultrajectum) - ユトレヒトのラテン語名
- (2495) (Noviomagum) - ナイメーヘンのラテン語名
- (11945) (Amsterdam) - アムステルダム
- (12490) (Leiden) - ライデン
- (12652) (Groningen) - フローニンゲン
- (12695) (Utrecht) - ユトレヒト
- (12709) (Bergen op Zoom) - ベルヘン・オプ・ゾーム
- (12710) (Breda) - ブレダ
- (12716) (Delft) - デルフト
- (13209) (Arnhem) - アーネム
- (20243) (Den Bosch) - スヘルトーヘンボス（デン・ボス）

 ギリシャ
- (189) フティア (Phthia) - プティア
- (382) ドドナ (Dodona) - ドードーナ
- (570) キテラ (Kythera) - キティラ島
- (582) オリンピア (Olympia) - オリンピア
- (1020) アルカディア (Arcadia) - アルカディア県
- (1119) エウボエア (Euboea) - エウボイア島
- (1138) アッティカ (Attica)  - アッティカ
- (1142) アエトリア (Aetolia) - アイトーリア
- (1150) アカイア (Achaia) - アカイア県
- (1151) イタカ (Ithaka) - イタキ島
- (1161) テッサリア (Thessalia) - テッサリア
- (1162) ラリッサ (Larissa) - ラリサ
- (4356) (Marathon) - マラトン
- (4357) (Korinthos) - コリントス
- (19034) (Santorini) - サントリーニ島
- (22754) (Olympus) - オリンポス山

 クロアチア
- (142) ポラナ (Polana) - プーラ
- (589) クロアチア (Croatia) - クロアチア
- (9429) (Poreč) - ポレッチ
- (10175) (Aenona) - ニンのラテン語名
- (10415) (Mali Lošinj) - マリ・ロシニ
- (10645) (Brač) - ブラチ島
- (11604) (Novigrad) - ノヴィグラード
- (11706) (Rijeka) - リエカ
- (12123) (Pazin) - パジン
- (12124) (Hvar) - フヴァル島
- (12512) (Split) - スプリト
- (12541) (Makarska) - マカルスカ
- (12581) (Rovinj) - ロヴィニ
- (187700) (Zagreb) - ザグレブ

 スイス
- (1304) アローザ (Arosa) - アローザ
- (1313) ベルナ (Berna) - ベルン
- (1687) (Glarona) - グラールス州
- (1768) アッペンツェラ (Appenzella) - アッペンツェル
- (1775) ツィンマーヴァルト (Zimmerwald) - ツィンマーヴァルト（英語版）
- (1935) (Lucerna) - ルツェルン
- (1936) ルガーノ (Lugano) - ルガーノ
- (1937) ロカルノ (Locarno) - ロカルノ
- (1938) ローザンナ (Lausanna) - ローザンヌ
- (2033) (Basilea) - バーゼル
- (5369) (Virgiugum) - ユングフラウヨッホのラテン語名
- (13025) (Zürich) - チューリッヒ
- (23477) (Wallenstadt) - ヴァレン湖の別名

 ポーランド
- (690) ヴラティスラヴィア (Wratislavia) - ヴロツワフのラテン語名
- (764) ゲダニア (Gedania) - グダニスクのラテン語名
- (1112) ポロニア (Polonia) - ポーランドのラテン語名
- (1263) (Varsavia) - ワルシャワのラテン語名
- (1419) (Danzig) - ダンツィヒ（クダニスク）
- (1572) (Posnania) - ポズナン
- (12999) (Toruń) - トルン
- (16689) (Vistula) - ヴィスワ川の英語名
- (19981) (Bialystock) - ビャウィストク

 スロバキア
- (1807) (Slovakia) - スロバキア
- (1989) (Tatry) - ヴィソケー・タトリ（英語版）（タトラ山脈）
- (4018) ブラチスラヴァ (Bratislava) - ブラチスラヴァ
- (4573) ピエシュチャニ (Piešťany) - ピエシュチャニ
- (9543) (Nitra) - ニトラ
- (11636) (Pezinok) - ペジノク
- (22185) (Štiavnica) - バンスカー・シュチャヴニツァ

 ハンガリー
- (434) ハンガリア (Hungaria) - ハンガリー
- (908) ブダ (Buda) - ブダ
- (1452) (Hunnia) - ハンガリー
- (1513) マートラ (Mátra) - マートラ山（英語版）
- (2242) バラトン (Balaton) - バラトン湖
- (3103) エゲル (Eger) - エゲル
- (6817) (Pest) - ペシュト

 デンマーク
- (362) ハブニア (Havnia) - コペンハーゲンのラテン語名
- (2117) (Danmark) - デンマーク
- (2676) オーフス (Aarhus) - オーフス
- (4453) (Bornholm) - ボーンホルム島
- (12188) (Kalaallitnunaat) - グリーンランドのグリーンランド語名
- (13586) (Copenhagen) - コペンハーゲン

 ブルガリア
- (2206) ガブロヴァ (Gabrova) - ガブロヴォ
- (2530) シプカ (Shipka) - シプカ峠
- (2575) (Bulgaria) - ブルガリア
- (3860) (Plovdiv) - プロヴディフ
- (12246) (Pliska) - プリスカ

 ラトビア
- (1284) ラトビア (Latvia) - ラトビア
- (1796) リガ (Riga) - リガ
- (24709) (Mitau) - イェルガヴァの古名
- (24794) (Kurland) - クールラント

 エストニア
- (1541) エストニア (Estonia) - エストニア
- (4163) (Saaremaa) - サーレマー島
- (4227) カーリ (Kaali) - カーリ・クレーター

 セルビア
- (1517) ベオグラード (Beograd) - ベオグラード
- (1564) セルビア (Srbija) - セルビア
- (1700) ジュベジュダラ（Zvezdara） - ジュベジュダラ（英語版）

 ベラルーシ
- (2170) (Byelorussia) - ベラルーシ
- (3012) (Minsk) - ミンスク
- (3232) (Brest) - ブレスト

 ルーマニア
- (1436) (Salonta) - サロンタ
- (1537) トランシルヴァニア (Transylvania) - トランシルヴァニア
- (7986) (Romania) - ルーマニア

 ポルトガル
- (3933) (Portugal) - ポルトガル
- (13599) (Lisbon) - リスボン

 リトアニア
- (2577) リトワ (Litva) - リトアニア（リトアニア・ソビエト社会主義共和国）
- (3072) ヴィリニュス (Vilnius) - ヴィリニュス

その他の国
- (358) アポロニア (Apollonia) -  アルバニア アポロニア
- (416) ヴァチカーナ (Vaticana) -  バチカン
- (2419) (Moldavia) -  モルドバ モルダヴィア・ソビエト社会主義共和国
- (2713) (Luxemburg) -  ルクセンブルク
- (5029) (Ireland) -  アイルランド
- (9674) スロベニア (Slovenija) -  スロベニア
- (11871) (Norge) -  ノルウェー
- (20252) (Eyjafjallajökull) -  アイスランド エイヤフィヤトラヨークトル

複数国
- (143) アドリア (Adria) - アドリア海
- (180) ガルムナ (Garumna) - ガロンヌ川のラテン語名
- (183) イストリア (Istria) - イストリア半島
- (257) シレジア (Silesia) - シレジア
- (1160) イリュリア (Illyria) - イリュリア
- (1317) シルヴレッタ (Silvretta) - シルヴレッタ山脈（英語版）
- (1342) (Brabantia) - ブラバント公国
- (1381) (Danubia) - ドナウ川
- (1383) (Limburgia) - リンブルフ
- (1391) (Carelia) - カレリア
- (1444) (Pannonia) - パンノニア
- (1554) ユーゴスラビア (Yugoslavia) - ユーゴスラビア
- (2236) (Austrasia) - アウストラシア
- (2315) (Czechoslovakia) - チェコスロバキア
- (2774) (Tenojoki) - タナ川のフィンランド語名
- (3016) ムーズ (Meuse) - ムーズ川（マース川）
- (3883) (Verbano) - ヴェルバーノ湖（マッジョーレ湖）
- (4016) サンブル (Sambre) - サンブル川
- (4801) (Ohře) - オージェ川（エーガー川）
- (5628) (Preussen) - プロイセン
- (7174) (Semois) - スモワ川
- (7671) (Albis) - エルベ川のラテン語名
- (8020) (Erzgebirge) - エルツ山地
- (10957) (Alps) - アルプス山脈
- (10958) (Mont Blanc) - モンブラン
- (11875) (Rhône) - ローヌ川
- (13121) (Tisza) - ティサ川
- (13122) (Drava) - ドラーヴァ川
- (21663) (Banat) - バナト
- (22322) (Bodensee) - ボーデン湖
- (23617) (Duna) - ダウガヴァ川の古名

## アメリカ大陸
アメリカ合衆国
- (334) シカゴ (Chicago) - シカゴ
- (341) カリフォルニア (California) - カリフォルニア州
- (439) オハイオ (Ohio) - オハイオ州
- (452) ハミルトニア (Hamiltonia) - ハミルトン山（英語版）
- (484) ピッツバーギア (Pittsburghia) - ピッツバーグ
- (535) モンタギュー (Montague) - マサチューセッツ州モンタギュー（英語版）
- (581) タウントニア (Tauntonia) - マサチューセッツ州トーントン
- (662) ニュートニア (Newtonia) - マサチューセッツ州ニュートン
- (740) カンタビア (Cantabia) - ケンブリッジのラテン語名
- (747) ウィンチェスター (Winchester) - マサチューセッツ州ウィンチェスター（英語版）
- (757) ポートランディア (Portlandia) - ポートランド
- (793) アリゾナ (Arizona) - アリゾナ州
- (916) アメリカ (America) - アメリカ合衆国
- (980) アナコスティア (Anacostia) - アナコスティア川（英語版）
- (1345) (Potomac) - ポトマック川
- (1373) (Cincinnati) - シンシナティ
- (1602) インディアナ (Indiana) - インディアナ州
- (2118) (Flagstaff) - アリゾナ州フラッグスタッフ
- (2200) パサデナ (Pasadena) - パサデナ
- (2201) オルヤト (Oljato) - オルヤト・モニュメント・バレー（英語版）
- (2224) (Tucson) - ツーソン
- (2531) (Cambridge) - マサチューセッツ州ケンブリッジ（イングランドのケンブリッジと共に）
- (2791) (Paradise) - カリフォルニア州パラダイス
- (2860) (Pasacentennium) - パサデナ市の市制100周年にちなむ。
- (2939) ココニノ (Coconino) - アリゾナ州ココニノ郡
- (3043) (San Diego) - サンディエゴ
- (3124) (Kansas) - カンザス州
- (3177) (Chillicothe) - チリコシー
- (3512) (Eriepa) - ペンシルベニア州エリー
- (3711) (Ellensburg) - エレンズバーグ
- (4433) (Goldstone) - ゴールドストーン
- (4547) (Massachusetts) - マサチューセッツ州
- (4825) (Ventura) - ベンチュラ
- (4871) (Riverside) - リバーサイド
- (5870) (Baltimore) - ボルチモア
- (6194) (Denali) - デナリ
- (6216) (San Jose) - サンノゼ
- (6296) (Cleveland) - クリーヴランド
- (7041) ナンタケット (Nantucket) - ナンタケット
- (7259) (Gaithersburg) - ゲイザースバーグ
- (8084) ダラス (Dallas) - ダラス
- (8489) (Boulder) - ボルダー
- (9238) (Yavapai) - アリゾナ州ヤヴァパイ郡
- (10195) (Nebraska) - ネブラスカ州
- (10379) レークプラシッド (Lake Placid) - レークプラシッド
- (11678) (Brevard) - フロリダ州ブレバード郡
- (11739) (Baton Rouge) - バトンルージュ
- (12464) (Manhattan) - マンハッタン
- (12465) (Perth Amboy) - パースアンボイ (ニュージャージー州)
- (12533) (Edmond) - エドモンド
- (13688) (Oklahoma) - オクラホマ州
- (14764) (Kilauea) - キラウエア火山
- (18984) (Olathe) - オレイサ
- (19148) (Alaska) - アラスカ州
- (20898) (Fountainhills) - ファウンテン・ヒルズ
- (25890) (Louisburg) - ルイスバーグ（英語版）
- (26090) (Monrovia) - カリフォルニア州モンロビア
- (26715) (South Dakota) - サウスダコタ州
- (35352) (Texas) - テキサス州
- (48575) (Hawaii) - ハワイ州
- (82332) (Las Vegas) - ラスヴェガス
- (114703) (North Dakota) - ノースダコタ州

 カナダ
- (3166) (Klondike) - クロンダイク
- (4719) (Burnaby) - バーナビー
- (6714) (Montreal) - モントリオール
- (11780) (Thunder Bay) - サンダーベイ
- (12310) (Londontario) - オンタリオ州ロンドン
- (20031) (Lakehead) - サンダーベイの愛称
- (35165) (Quebec) - ケベック・シティー
- (96192) (Calgary) - カルガリー
- (96193) (Edmonton) - エドモントン

 チリ
- (3495) (Colchagua) - コルチャグア県
- (4636) (Chile) - チリ
- (7082) (La Serena) - ラ・セレナ
- (11335) サンティアゴ (Santiago) - サンティアゴ
- (13126) (Calbuco) - カルブコ山
- (18725) (Atacama) - アタカマ砂漠
- (18745) (San Pedro) - サンペドロ・デ・アタカマ
- (19137) (Copiapó) - コピアポ

 メキシコ
- (6035) (Citlaltépetl) - シトラルテペトル山（オリサバ山）
- (6349) (Acapulco) - アカプルコ
- (10075) (Campeche) - カンペチェ湾
- (10799) (Yucatan) - ユカタン半島
- (10806) (Mexico) - メキシコ
- (14217) (Oaxaca) - オアハカ
- (26857) (Veracruz) - ベラクルス

 アルゼンチン
- (469) アルゼンチーナ (Argentina) - アルゼンチン
- (1029) ラプラタ (La Plata) - ラプラタ
- (1821) アコンカグア (Aconcagua) - アコンカグア
- (2284) (San Juan) - サンフアン州
- (7850) (Buenos Aires) - ブエノスアイレス
- (14812) (Rosario) - ロサリオ

 エクアドル
- (10792) (Equador) - エクアドル
- (10793) キト (Quito) - キト
- (13509) (Guayaquil) - グアヤキル
- (16809) (Galápagos) - ガラパゴス諸島
- (26027) (Cotopaxi) - コトパクシ山

 ブラジル
- (293) ブラジリア (Brasilia) - ブラジル
- (10769) (Minas Gerais) - ミナスジェライス州
- (10770) (Belo Horizonte) - ベロオリゾンテ
- (10771) (Ouro Prêto) - オウロ・プレット
- (11334) リオデジャネイロ (Rio de Janeiro) - リオデジャネイロ

 ベネズエラ
- (9357) (Venezuela) - ベネズエラ
- (11083) (Caracas) - カラカス
- (11193) (Mérida) - メリダ
- (128166)カロラ(Carora) - カロラ（英語版）

 ペルー
- (737) アレキパ (Arequipa) - アレキパ
- (8279) (Cuzco) - クスコ
- (10866) (Peru) - ペルー
- (10867) (Lima) - リマ

 ボリビア
- (1008) ラパス (La Paz) - ラパス
- (12376) (Cochabamba) - コチャバンバ
- (13037) (Potosi) - ポトシ

 ウルグアイ
- (6252) (Montevideo) - モンテビデオ
- (10072) (Uruguay) - ウルグアイ

 キューバ
- (11094) (Cuba) - キューバ
- (11095) (Havana) - ハバナ

 コロンビア
- (12325) (Bogota) - ボゴタ
- (22195) (Nevadodelruiz) - ネバドデルルイス火山

その他の国
- (739) マンデヴィル (Mandeville) -  ジャマイカ マンデヴィル（英語版）
- (10071) (Paraguay) -  パラグアイ
- (10797) (Guatemala) -  グアテマラ
- (11055) (Honduras) -  ホンジュラス
- (11908) (Nicaragua) -  ニカラグア

複数国
- (1684) イグアス (Iguassú) - イグアスの滝
- (1779) (Paraná) - パラナ川
- (1801) チチカカ (Titicaca) - チチカカ湖
- (11926) (Orinoco) - オリノコ川

## アフリカ
南アフリカ共和国
- (715) トランスヴァーリア (Transvaalia) - トランスヴァール州
- (790) プレトリア (Pretoria) - プレトリア
- (1032) パフリ (Pafuri) - パフリ川
- (1195) オレンジア (Orangia) - オレンジ自由州（フリーステイト州）
- (1305) ポンゴラ (Pongola) - ポンゴラ川（英語版）
- (1324) ナイズナ (Knysna) - ナイズナ（英語版）
- (1367) (Nongoma) - ノンゴマ（英語版）
- (1397) (Umtata) - ウムタタ
- (1456) (Saldanha) - サルダナ（英語版）
- (1914) ハートビースプールト・ダム (Hartbeespoortdam) - ハートビースプールト・ダム（英語版）
- (1949) (Messina) - ムシナ（旧称メッシーナ）
- (2066) (Palala) - パララ川（英語版）

 アルジェリア
- (426) ヒッポ (Hippo) - ヒッポレギウス（アンナバ）
- (858) エル・ジェザイール (El Djezaïr) - アルジェのアラビア語名
- (859) ブーザレアー (Bouzaréah) - ブーザレアー（英語版）
- (1213) アルジェリア (Algeria) - アルジェリア

 ケニア
- (1278) (Kenya) - ケニア
- (1356) (Nyanza) - ニャンザ州
- (1428) モンバサ (Mombasa) - モンバサ
- (1641) タナ (Tana) - タナ川

 タンザニア
- (1427) ロヴマ (Ruvuma) - ロヴマ川（英語版）
- (1429) ペンバ (Pemba) - ペンバ島
- (1595) タンガ (Tanza) - タンガ
- (10377) (Kilimanjaro) - キリマンジャロ

 アンゴラ
- (1431) ルアンダ (Luanda) - ルアンダ
- (1712) アンゴラ (Angola) - アンゴラ
- (1784) (Benguella) - ベンゲラ

 ウガンダ
- (1279) (Uganda) - ウガンダ
- (1948) (Kampala) - カンパラ

 エジプト
- (4355) (Memphis) - メンフィス
- (5249) (Giza) -  ギザ

 ザンビア
- (1326) (Losaka) - ルサカ
- (1634) ンドラ (Ndola) - ンドラ

 モザンビーク
- (1393) ソファラ (Sofala) - ソファラ州
- (1474) ベイラ (Beira) - ベイラ

その他の国
- (1268) (Libya) -  リビア
- (1349) (Bechuana) -  ボツワナ ベチュアナランド
- (1430) ソマリア (Somalia) -  ソマリア
- (1432) エチオピア (Ethiopia) -  エチオピア
- (1468) ゾンバ (Zomba) -  マラウイ ゾンバ
- (1638) ルワンダ -  ルワンダ ルアンダ＝ウルンディ
- (1718) (Namibia) -  ナミビア
- (1816) リベリア (Liberia) -  リベリア
- (1817) カタンガ (Katanga) -  コンゴ民主共和国 カタンガ州
- (6362) (Tunis) -  チュニジア チュニス
- (42776) (Casablanca) -  モロッコ カサブランカ

複数国
- (1193) アフリカ (Africa) - アフリカ
- (1197) ローデシア (Rhodesia) - ローデシア
- (1242) (Zambesia) - ザンベジ川
- (1368) (Numidia) - ヌミディア
- (1490) リンポポ (Limpopo) - リンポポ川
- (1676) カリバ (Kariba) -  ザンビア ジンバブエ　カリバ湖
- (1701) オカヴァンゴ (Okavango) - オカヴァンゴ川
- (1702) カラハリ (Kalahari) - カラハリ砂漠

## オセアニア
オーストラリア
- (2618) クーナバラブラン (Coonabarabran) - クーナバラブラン（英語版）
- (5277) (Brisbane) - ブリスベン
- (8088) (Australia) - オーストラリア
- (11195) (Woomera) - ウーメラ
- (11304) (Cowra) - カウラ
- (13933) (Charleville) - チャーレヴィル（英語版）
- (15550) (Sydney) - シドニー

 ニュージーランド
- (3400) アオテアロア (Aotearoa) - ニュージーランドのマオリ語名
- (3563) (Canterbury) - カンタベリー地方
- (3810) アオラキ (Aoraki) - アオラキ（クック山）
- (19620) (Auckland) - オークランド

その他の国
- (235) カロリーナ (Carolina) -  キリバス カロリン島
- (2218) (Wotho) -  マーシャル諸島 オトー環礁

複数国
- (81203) (Polynesia) - ポリネシア

## 複数大陸・その他
- (1031) アークティカ (Arctica) - 北極
- (1146) ビアルミア (Biarmia) - ビャルマランド（英語版）
- (1196) シバ (Sheba) - シバ王国
- (1198) アトランティス (Atlantis) - アトランティス
- (1282) ユートピア (Utopia) - ユートピア
- (1306) スキティア (Scythia) - スキタイ
- (2404) (Antarctica) - 南極
- (3477) (Kazbegi) - カズベク山
- (4042) (Okhotsk) - オホーツク海
- (6489) ゴレブカ (Golevka) - ゴールドストーン（Goldstone）、エウパトリア（Evpatoria）、鹿嶋（Kashima）
- (14519) (Ural) - ウラル川
- (14612) (Irtish) - エルティシ川
- (15804) (Yenisei) - エニセイ川
- (16563) (Ob) - オビ川
- (17452) (Amurreka) - アムール川